# Obsjtina Baltjik
Obsjtina Baltjik (bulgariska: Община Балчик) är en kommun i Bulgarien.   Den ligger i regionen Dobritj, i den östra delen av landet, 400 km öster om huvudstaden Sofia. Antalet invånare är 19 800. Arean är 523 kvadratkilometer.
Terrängen i Obsjtina Baltjik är platt åt nordost, men åt sydväst är den kuperad.
Obsjtina Baltjik delas in i:
- Bezvoditsa
- Gurkovo
- Dropla
- Zmeevo
- Kranevo
- Ljachovo
- Obrotjisjte
- Senokos
- Sokolovo
- Strazjitsa
- Tsărkva

Följande samhällen finns i Obsjtina Baltjik:
- Baltjik

Trakten runt Obsjtina Baltjik består till största delen av jordbruksmark. Runt Obsjtina Baltjik är det ganska glesbefolkat, med 40 invånare per kvadratkilometer.